# Euphorbia biselegans
Euphorbia biselegans är en törelväxtart som beskrevs av Peter Vincent Bruyns. Euphorbia biselegans ingår i släktet törlar, och familjen törelväxter. IUCN kategoriserar arten globalt som sårbar.
Artens utbredningsområde är Tanzania. Inga underarter finns listade i Catalogue of Life.

## Bildgalleri

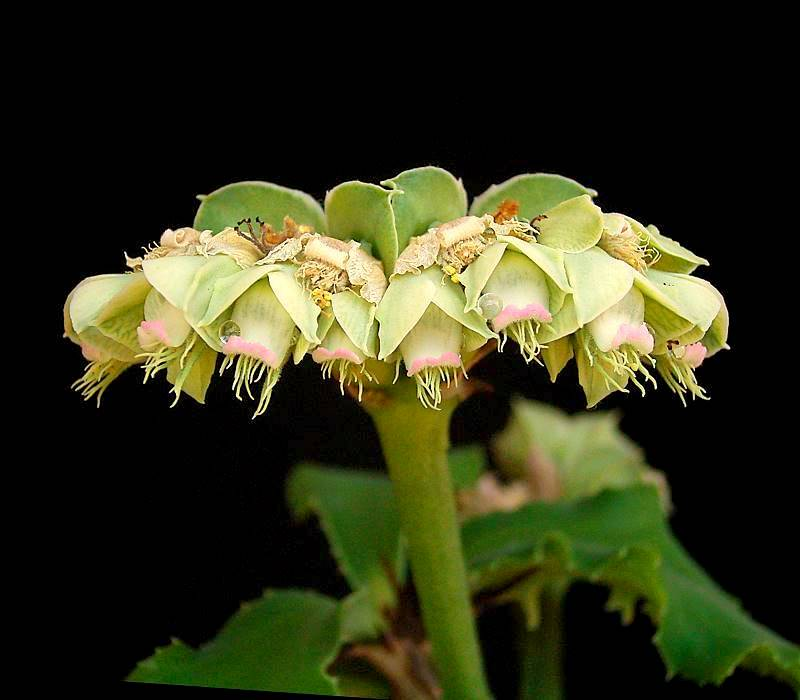
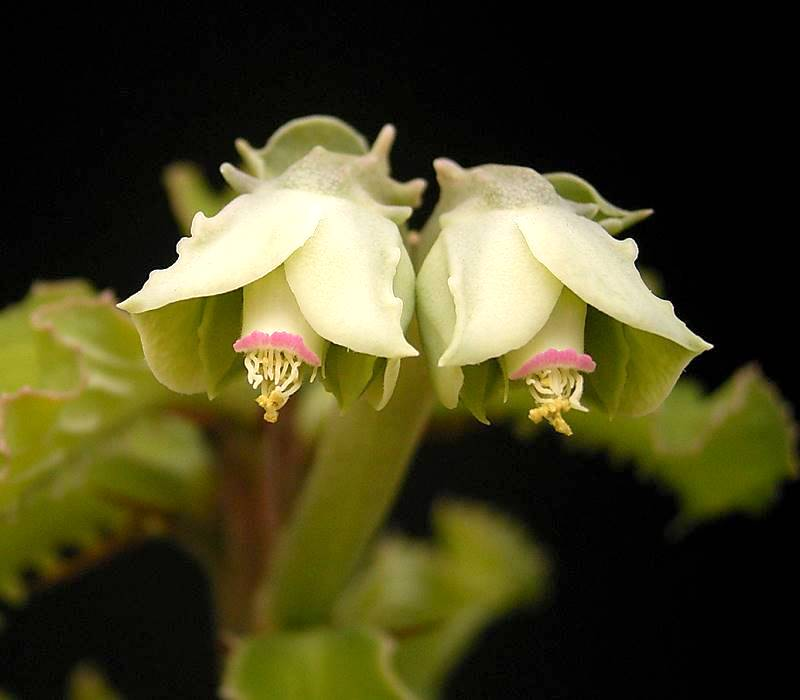